# Ctenus javanus
Ctenus javanus este o specie de păianjeni din genul Ctenus, familia Ctenidae, descrisă de Pocock, 1897. Conform Catalogue of Life specia Ctenus javanus nu are subspecii cunoscute.